# Metopides paradoxus
Metopides paradoxus är en skalbaggsart som beskrevs av Hüdepohl 1992. Metopides paradoxus ingår i släktet Metopides och familjen långhorningar.
Artens utbredningsområde är Sulawesi. Inga underarter finns listade i Catalogue of Life.